# 佐藤誠朗
佐藤 誠朗（さとう しげろう、昭和6年（1931年)10月3日 - 平成6年（1994年）4月4日）は、日本の歴史学者。山形県出身。

## 略歴
1954年、東京大学文学部国史学科を卒業。宝仙学園高校教諭を経て、山形県で公立高等学校教員となり、1962年に鶴岡南高等学校、1967年に庄内農業高等学校に赴任した。
1970年、新潟大学人文学部助教授に着任し、1975年に教授となった。幕末・明治維新期の研究で知られ、遠山茂樹とともに『自由党史』（岩波文庫）の校訂を行った。また、『山形県史』・『新潟県史』をはじめとする自治体史の編纂に携わった。

## 著書
- 『幕末・維新の政治構造』(歴史科学叢書) 校倉書房 1980年
- 『ワッパ騒動と自由民権』(校倉歴史選書) 校倉書房 1981年
- 『近代天皇制形成期の研究 : ひとつの廃藩置県論』 三一書房 1987年
- 『近江商人幕末・維新見聞録』 三省堂 1990年
- 『幕末維新の民衆世界』(岩波新書) 岩波書店 1994年